# Great Pilgrimage

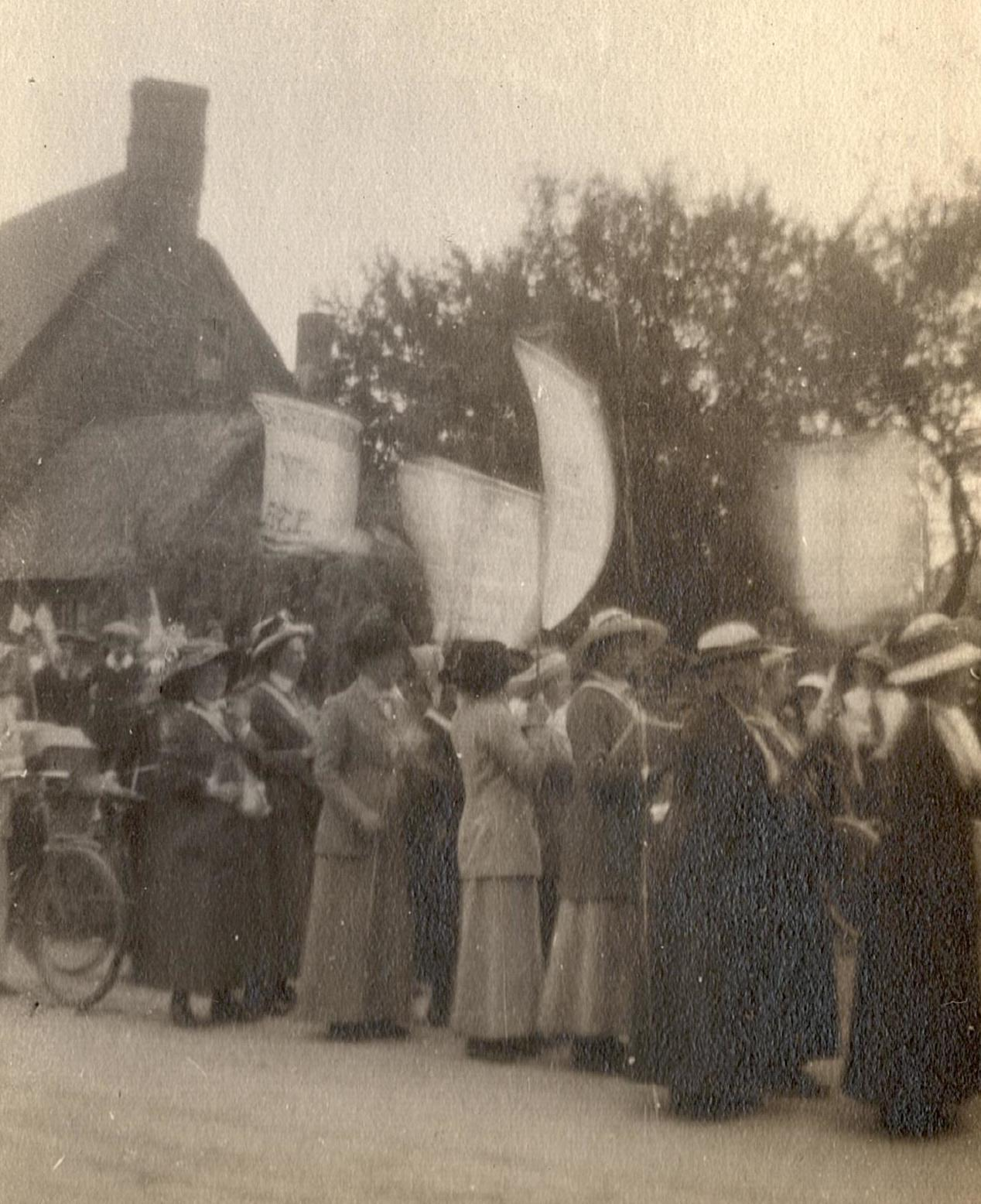
Die Marschierenden verlassen Drayton in Richtung Banbury

Die Great Pilgrimage (deutsch: Große Pilgerschaft) von 1913 war eine Art Sternmarsch der Suffragetten in Großbritannien, die auf gewaltfreie Art für das Frauenwahlrecht werben wollten. Organisiert wurde er durch die National Union of Women’s Suffrage Societies (NUWSS). Frauen marschierten aus ganz England und Wales nach London und rund 50.000 Personen nahmen am 26. Juli an einer Kundgebung im Hyde Park teil.

## Vorgeschichte

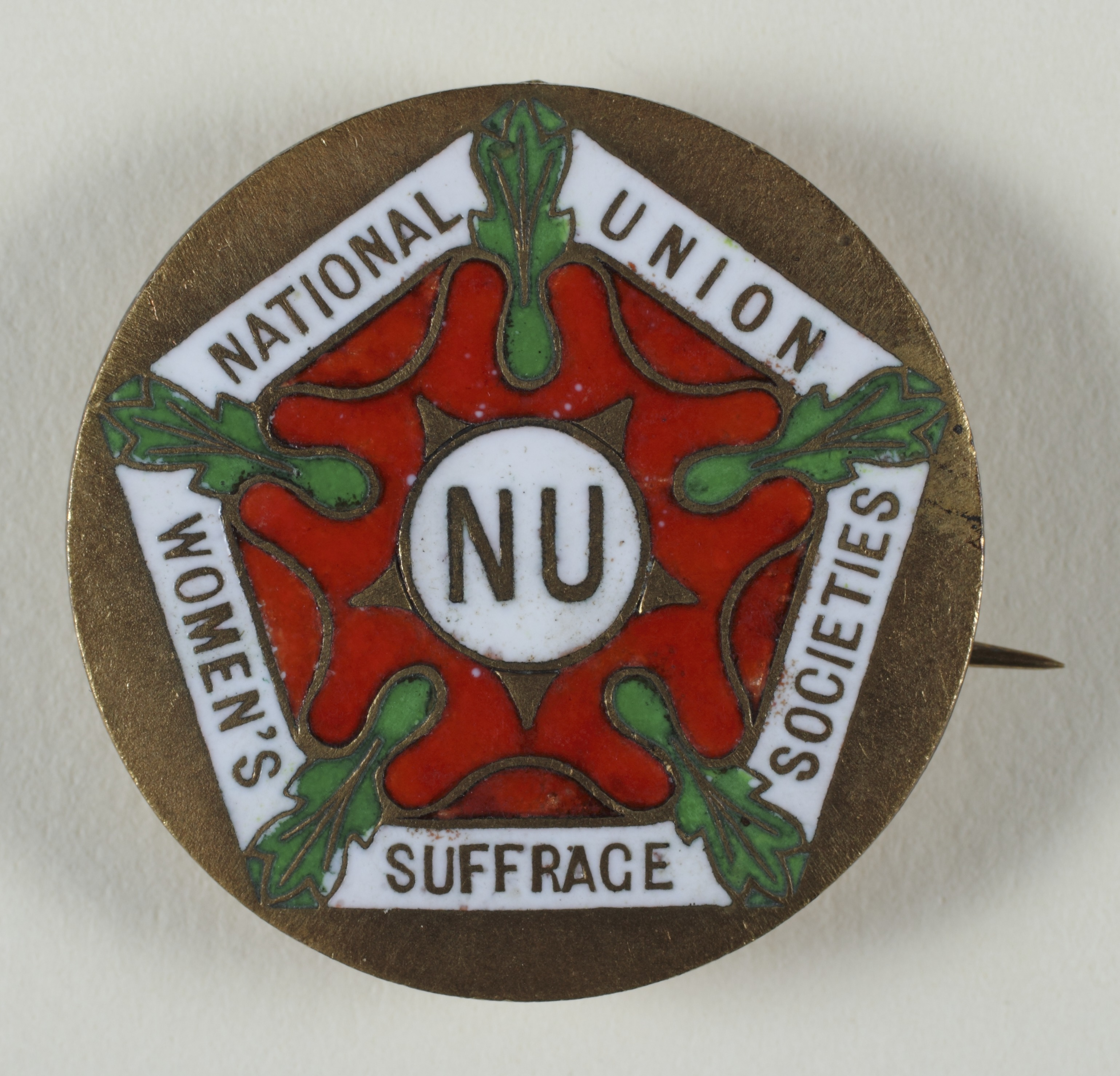
Abzeichen der NUWSS

Die Idee für den Sternmarsch wurde während eines Unterkomitee-Treffens am 17. April 1913 in London von Katherine Harley entwickelt. Pläne dafür wurden schnell ausgearbeitet und durch die Zeitschrift Common Cause der NUWSS veröffentlicht. Es gab sechs Routen, die die Marschierenden nach London führen sollten, zu einer Kundgebung im Hyde Park am 16. Juli 1913. Es gab die große Nordroute von Newcastle upon Tyne und East Anglia, die Watling-Street-Route von Carlisle, Manchester und Nordwales, die Westcountry-Route von Land’s End und Südwales, die Bournemouth-Route, die Portsmouth-Route und den „Kentischen Pilgerweg“.

## Der Sternmarsch

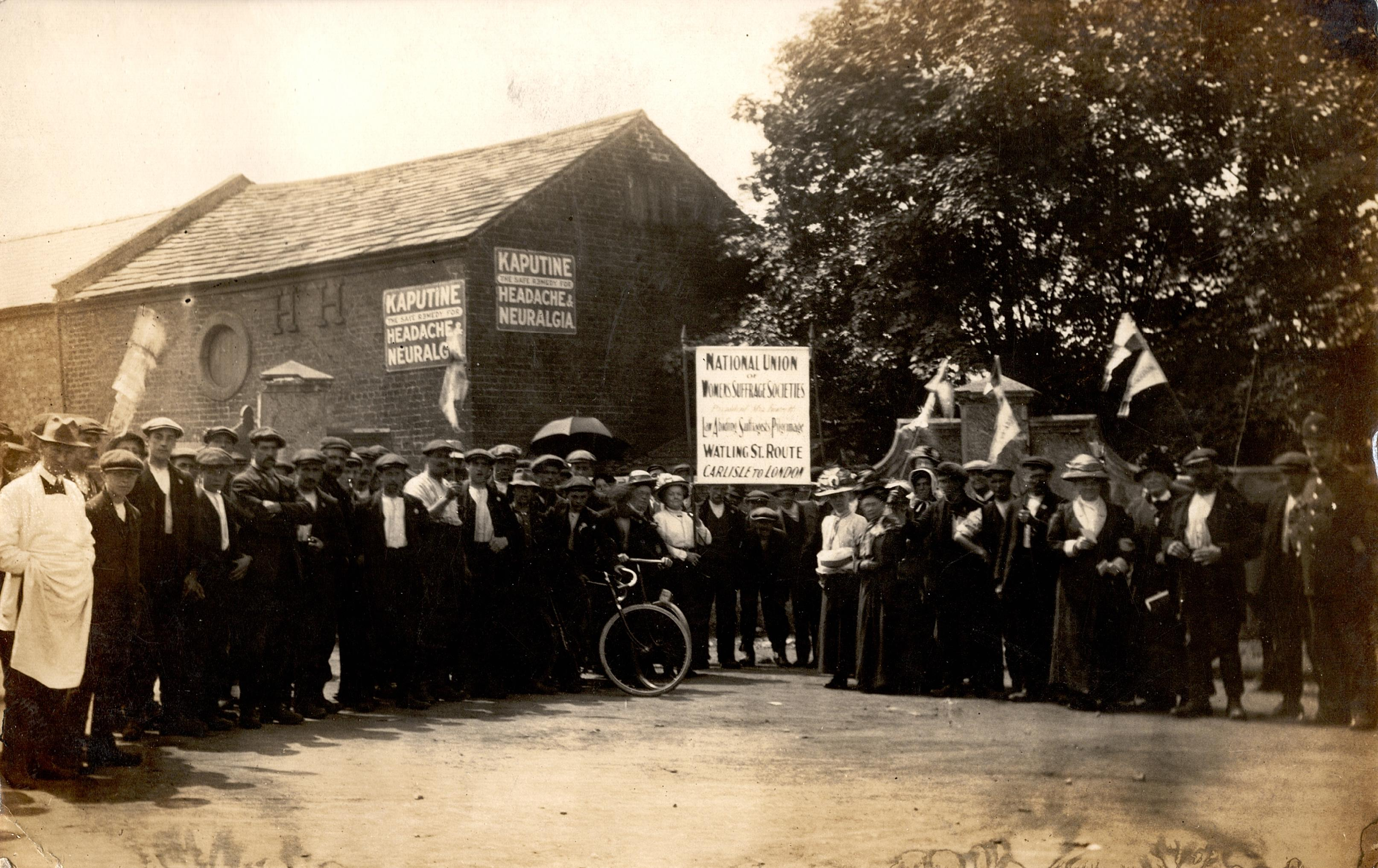
Eine „Pilgergruppe“ stellt sich dem Fotografen

Die ersten Marschiererinnen machten sich am 18. Juni auf den Weg, sie wollten in sechs Wochen von Carlisle und Newcastle nach London wandern. Jede Abordnung hatte Banner dabei, die erklärten, dass der Marsch gesetzestreu und friedlich sei. Damit sollte die Einstellung der NUWSS im Gegensatz zur Militanz der WSPU klargemacht werden. Frauen aller Stände schlossen sich dem Marsch an.

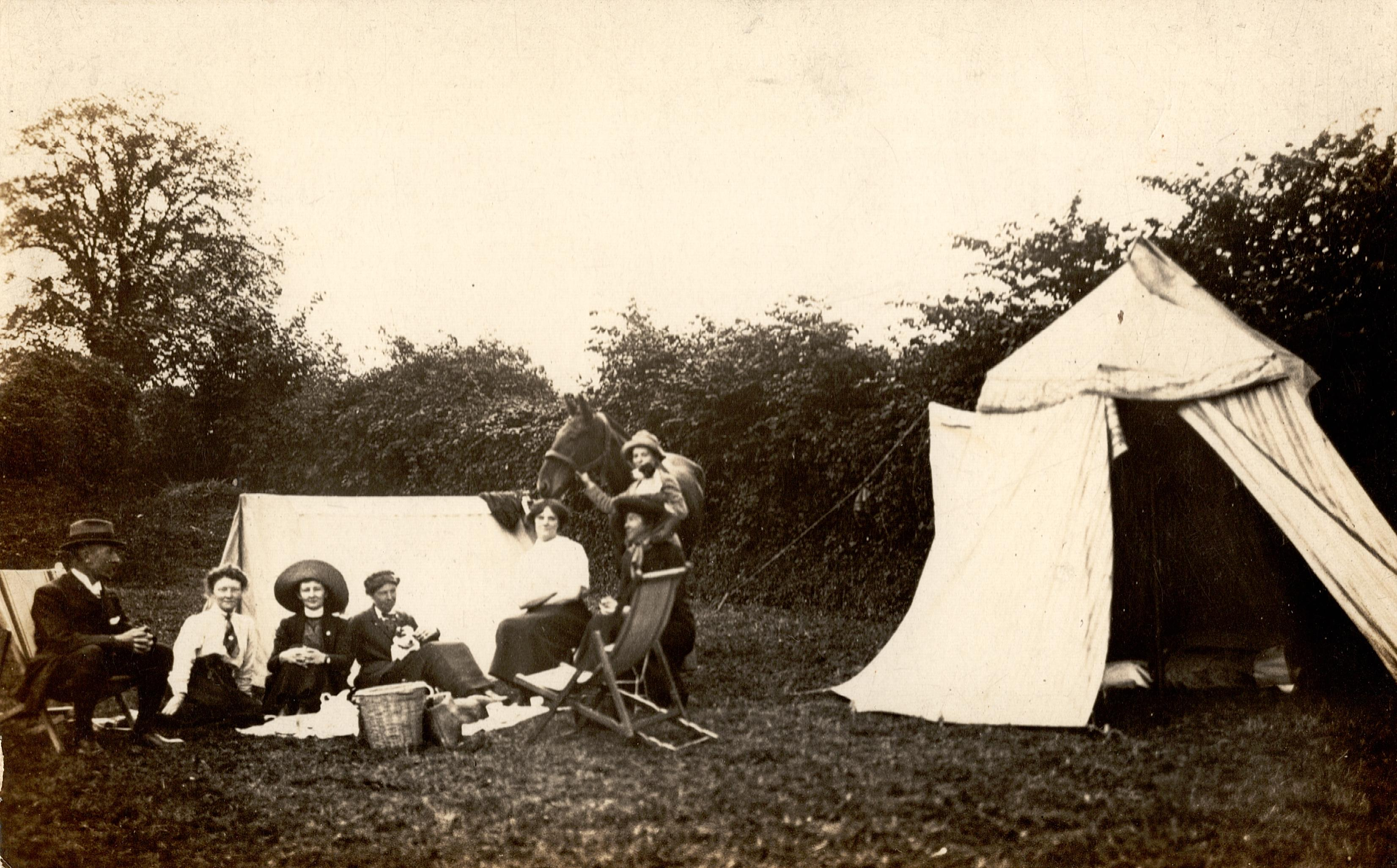
Campieren bei Kineton

Der Marsch war bis ins Detail organisiert. Vorinformationen versorgten die Marschierenden mit genauen Wegbeschreibungen und mit Einzelheiten über Unterkunfts- und Versorgungsmöglichkeiten. Ein einziges Gepäckstück pro Person konnte transportiert werden. Es gab tägliche Anwesenheitskontrollen und die Marschierenden wurden gebeten, Rosetten in Grün, Weiß und Rot zu tragen – nicht den Purpur der Suffragetten. Einige Marschierende hatten von Pferden gezogene Caravans dabei, damit sie unterwegs versorgt waren, wieder andere wohnten bei örtlichen Unterstützern oder in anderen Unterkünften. Teilnehmer durften sich dem jeweiligen Marsch anschließen, so lange sie wollten und konnten. Während einige Frauen sechs Wochen lang wanderten, konnten andere nur für kurze Zeit mitmachen. Auch öffentliche Veranstaltungen wurden entlang der Marschroute organisiert,

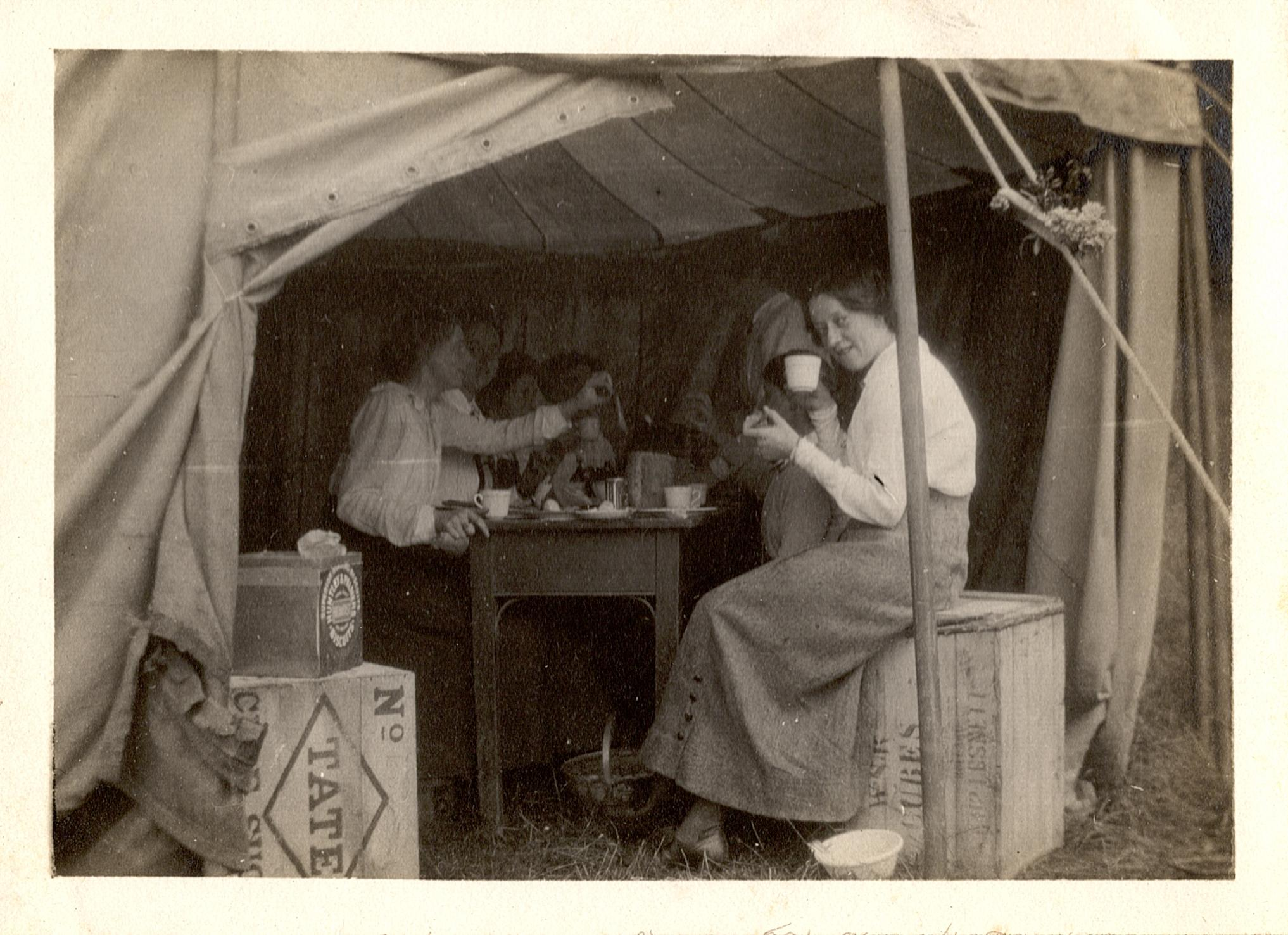
Frühstück unterwegs

In einigen Fällen wurde den Frauen auf unfreundliche oder sogar gewaltsame Weise begegnet. In Ripon wurden sie von Betrunkenen angegriffen, die gerade während einer örtlichen Landwirtschaftsschau feierten. Und in Thame gab es einen Versuch, den Wohnwagen einer Marschierenden in Brand zu setzen, während sie darin schlief. Ein ernster Zwischenfall ereignete sich auch drei Tage vor dem Ende eines Marsches in East Grinstead. Man warf Erdbrocken, Tomaten und faule Eier auf eine kleine Frauengruppe, die durch eine Menge von rund 1500 Leuten in der Hauptstraße des Ortes zu laufen hatte.
Trotz solcher Zwischenfälle verkündete der Common Cause, dass die Great Pilgrimage ein großer Erfolg gewesen sei:
„The result was nothing less than a revelation, to those who doubted it, of the almost universal sympathy given to the Non-militant Suffrage Cause once it is understood.“
(deutsch: „Das Ergebnis war nichts weniger als eine Erleuchtung für diejenigen, die noch zweifelten: Es besteht eine fast allgemeine Sympathie für die friedliche Wahlrechtsangelegenheit, wenn man sie verstanden hat.“)
Millicent Garrett Fawcett, 1913 war sie 66 Jahre alt, nahm sehr aktiv an der Great Pilgrimage teil, sie marschierte mit den Pilgerninnen aus East Anglia mit, sprach aber zwischendurch auf anderen Veranstaltungen und bei anderen Marschierenden.

## Zusammenkunft im Hyde Park

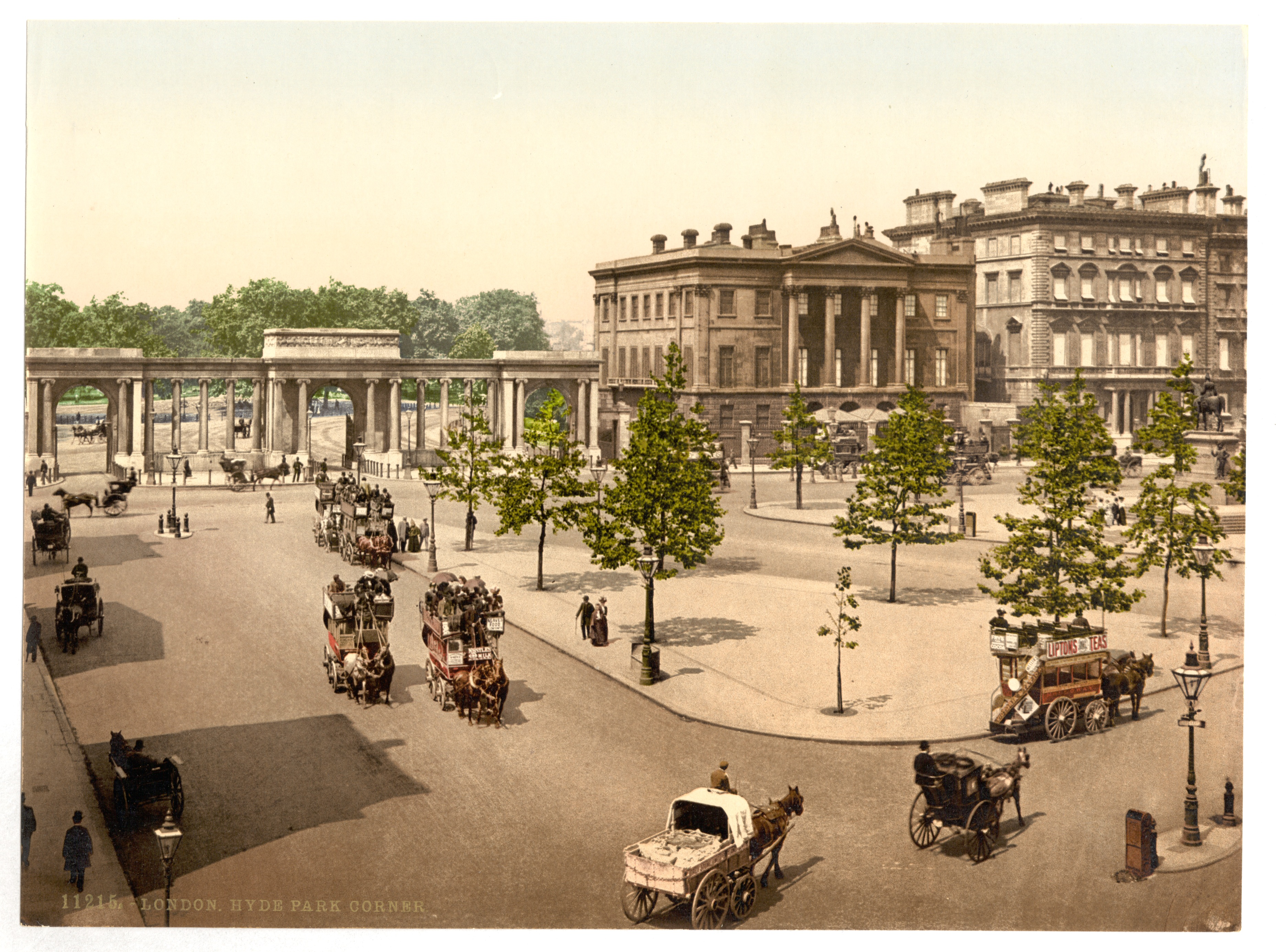
Hyde Park Corner vor 1900

Am Samstag, 26. Juli 1913 kamen die Marschierer im Londoner Hyde Park zu einer Veranstaltung zusammen. Sie versammelten sich an vorbestimmten Sammelplätzen, um dann zum Park zu marschieren, wo 78 Sprecher die Versammelten von 19 Rednerpodien aus ansprachen, ein Podium für jede Organisation in der NUWSS. Es sollten nach Aussage der Times rund 50.000 Personen an dieser Kundgebung teilgenommen haben.

## Jahrhundertfeier
2013 wurde eine Reihe von Gedenkmärschen abgehalten, um an den hundertsten Geburtstag der „Pilgrimage“ zu erinnern. Natalie McGrath schrieb dazu ein Theaterstück „Oxygen“, das von der Künstlerorganisation „Dreadnought South West“ an Veranstaltungsorten entlang der Marschroute aufgeführt wurde.